# Fort Astoria

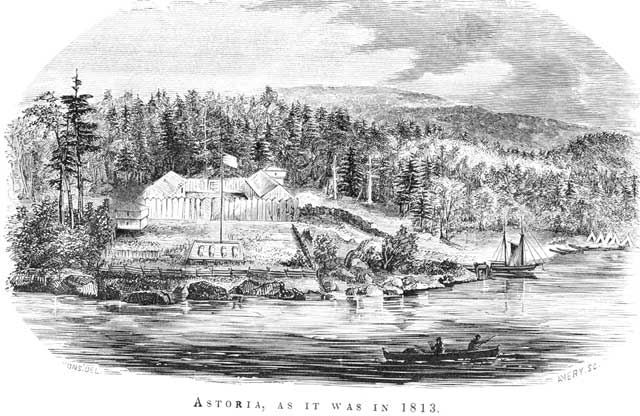
Fort Astoria v roce 1813.

Fort Astoria (nebo také Fort George) bylo hlavní obchodní středisko s kožešinou společnosti Pacific Fur Company na Severozápadě USA a prvním Američany vlastněným osídlením na pobřeží Tichého oceánu. Po krátkém, dvouletém provozu Američany byla provozována 33 let Brity a byla jejich prvním přístavem na západním pobřeží obou Amerik. Britská kontrola pevnosti hrála velkou roli při rozdělování okolního území, ze kterého se nakonec stala země Oregon.
Fort Astoria byla přidána mezi národní historické památky v listopadu 1961. Značí ji zrekonstruovaný válečný srub, který je domovem pivovaru Fort George Brewery.

## Založení
Středisko bylo založeno v březnu 1811, kdy se úředníci a zaměstnanci Astorovy společnosti Pacific Fur Company, kterou kontrolovali Američané, přijeli na lodi Jonathana Thorna zvané Tonquin. Ke konci května téhož roku už dostavili středisko, které bylo oplocené kládami s připravenými zbraněmi pro obranu. Tonquin měl na palubě také 12 dělníků z Havaje, mezi nimiž byl také John Coxe. O rok později přijelo do Astorie z Havaje dalších 26 dělníků. V únoru 1812 se k nim připojila skupina dělníků, kteří přijeli po souši. Ti zde postavili obchod, kovárnu, dům a sklad na kožešinu, kterou získávali také obchody s původními obyvateli. K plotu byla přistavena děla. Středisko mělo sloužit jako správní centrum pro další odlehlá obchodní střediska, jako např. Fort Okanogan.
V roce 1811 se po plavbě po řece Columbii dostal k rozestavěnému středisku britský průzkumník David Thompson, který přijel dva měsíce po Tonquinu.
Dva z nejdůležitějších zakladatelů byli Kanaďané Alexander MacKay a Alexander Ross, kteří předtím působili pro Severozápadní společnost. MacKay zemřel v roce 1812 při bitvě s Indiány, která zničila Tonquin blízko pobřeží Vancouverova ostrova. V roce 1813 se Ross vrátil k Severozápadní společnosti, která koupila Fort Astorii.

## Provoz
Obyvatelé střediska se lišili pozadím i pozicí a tvořili hierarchii. Nejvýše postavení byli partneři společnosti, následovali úředníci, řemeslníci, lovci a dělníci. Národnostně se středisko skládalo ze Skotů, Francouzů, Kanaďanů, Američanů, Havajanů a Indiánů z různých kmenů, především Irokézů a dalších kmenů z východní Kanady, kteří hledali nějaké dobrodružství. Velkým problémem zde byly pohlavní choroby.
Mezi zvířata, která se pro kožešinu lovila, patřili bobr kanadský, vydra mořská, liška obecná a veverkovití.
V polovině června dorazili ke středisku dvě neobvyklé osoby a to Kaúxuma Núpika, žena se změněným pohlavím, a její manželka, které pocházely z kmene Ktunaxů. Vůdci společnosti Pacific Fur Company podezírali dvě ženy z toho, že jsou špiónky pro Severozápadní společnost, ale uvítali jejich geografické znalosti. O měsíc později přijel k pevnosti David Thompson ze Severozápadní společnosti, který obě ženy znal a řekl obyvatelům Fort Astorie o jejich příběhu a neobvyklém životě. Kaúxuma Núpika později předpověděla blížící se neštovicovou epidemii, kvůli čemuž mohla ztratit život, a tak ji jak Astorovi stoupenci, tak Thompson, ochraňovali.
Thompson, který chvíli neměl zprávy o situaci mezi společnostmi, věřil v to, že mezi Severozápadní společností a Pacific Fur Company existuje třetinové partnerství. Astorovci věděli, že smlouva ale už neplatí, ale s Thompsonem obchodovali, jakoby stále platila. Deníky jak Thompsona, tak Astorovců, se o tomto nezmiňují, protože obě strany chtěly uvézt v omyl tu druhou. V tomto odlehlém regionu je také dost možné, že ani jedna strana nevěděla přesně, jaký je mezi společnostmi vztah.
Jonathan Thorn a jeho Tonquin odpluli k ruské Aljašce v červnu 1812, ale jak loď, tak posádka byly zničeny u Clayoquotského zálivu u pobřeží Vancouverova ostrova indiánským kmenem Tla-o-qui-jachtů. Astor tedy poslal loď Beaver, která měla zásobit středisko a přepravit kožešinu na Aljašku a pak plout do Kantonu pro velmi cenné čínské zboží.

## Britská éra
Britsko-americká válka přinesla do střediska napětí, ale ne kvůli nepřátelským vztahům dvou důležitých společností obchodujících s kožešinou. V roce 1813 ho zástupci Pacific Fur Company, kteří chtěli středisko uzavřít, prodali britské Severozápadní společnosti. Britové přišli k pobřeží poté, co jim začalo docházet jídlo a zásoby. I přes obchod Britové středisko dobyli lodí Racoon (mýval), jejíž kapitán William Black ho pojmenoval Fort George. Brzy se středisko stalo oblastní základnou Severozápadní společnosti, která zde neměla žádnou konkurenci. Stalo se také významným přístavem pro obchod s kožešinou na pobřeží Tichého oceánu.
V roce 1818 přinesla Gentská dohoda, uzavírající Britsko-americkou válku, do střediska divnou situaci - přestože nebyla za války dobyta, byla vrácena Američanům jako válečná kořist. To přineslo do oblast velké komplikace a nakonec vyústilo ve vznik země Oregon, která byla společným územím Velké Británie i Spojených států.
Severozápadní společnost nadále vlastnila středisko a v okolí se nevyskytovalo žádné americké obyvatelstvo požadující jeho navrácení.
V roce 1821 se Severozápadní společnost připojila ke Společnosti Hudsonova zálivu, která tak přejala vlastnictví střediska. Její guvernér, George Simpson, se vydal do střediska na zimu 1824/25. Středisko se mu nelíbilo a přišlo mu nevhodné jak pro obchod s kožešinou, tak jako oblastní skladiště. Nechal tedy blíže k hornímu toku Columbie postavit Fort Vancouver, která měla lepší podmínky pro zemědělství a stala se hlavním střediskem Columbijské oblasti.
Fort George tedy byla hlavním střediskem společnosti od roku 1821 až po duben 1825, kdy vznikla Fort Vancouver. Pak byla až do roku 1829 opuštěná, než se do ní Společnost Hudsonova zálivu v menším měřítku vrátila. Mezi lety 1830 a 1848 tedy byla pro společnost důležitá díky lovu lososů. Společnost pak využívala lososy ke stravování jejích zaměstnanců a pro export na Havajské ostrovy.
Středisko se konečně stalo americkým územím v roce 1846, kdy Oregonská smlouva zbavila Británii všech území jižně od 49. rovnoběžky. Společnost Hudsonova zálivu se vzdala střediska i přesto, že smlouva zaručovala možnost pokračování provozu.